# Antependium di Basilea
L'Antependium di Basilea è un paliotto d'altare (un pannello usato per decorare il lato di un altare rivolto verso i fedeli) in legno ricoperto d'oro, pietre preziose, e perle, fabbricato prima del 1024 e della misura di 175 x 120 cm. È conservato nel Museo di Cluny a Parigi.

## Storia
Fu realizzato probabilmente a Fulda o a Bamberga, e donato da Enrico II e sua moglie Cunegonda a un'importante fondazione benedettina.
Non è chiaro come l'antependium fosse giunto in Francia. Fa parte delle collezioni del museo dal 1854.

## Descrizione e stile
Vi sono raffigurate cinque arcate su colonne, occupate da altrettante figure. Quella centrale è più ampia e contiene il Cristo pantocratore, con le figure piccolissime dei sovrani prostrati ai suoi piedi, mentre nelle altre sono scolpiti tre arcangeli e San Benedetto. Sul fregio in alto è inciso QUIS SICUT HEL FORTIS MEDICUS SOTER BENEDICTUS, mentre altre scritte corrono sulle ghiere degli archetti per descrivere le figure: su quello di Cristo è riportato REX REGUM ET DOMINUS DOMINANTIUM, cioè "Re dei re e signore dei dominanti".
L'insieme ha una compostezza aulica, con vari stilemi che richiamano coeve esperienze a Bisanzio, e rappresenta un ottimo esempio della corrente più classicista della scultura nel periodo ottoniano.

## Altre immagini

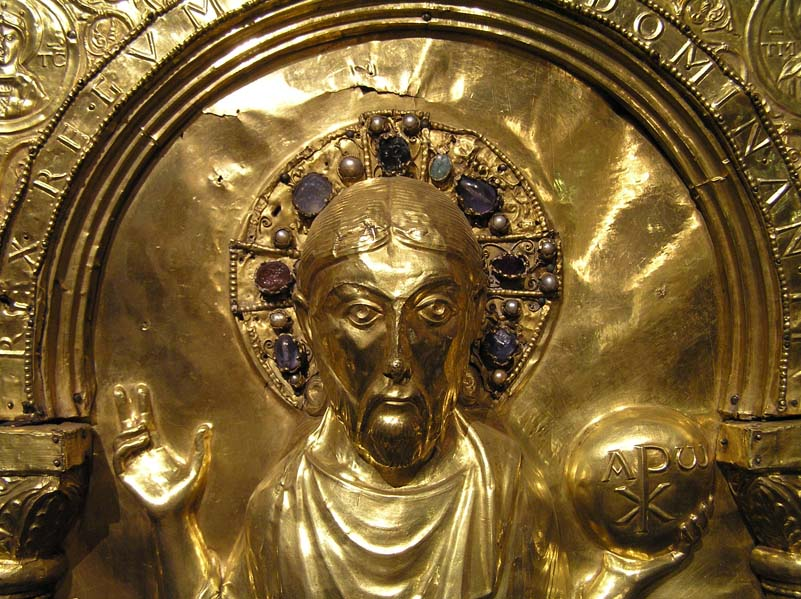
Dettaglio del Cristo al centro dell'Antependium
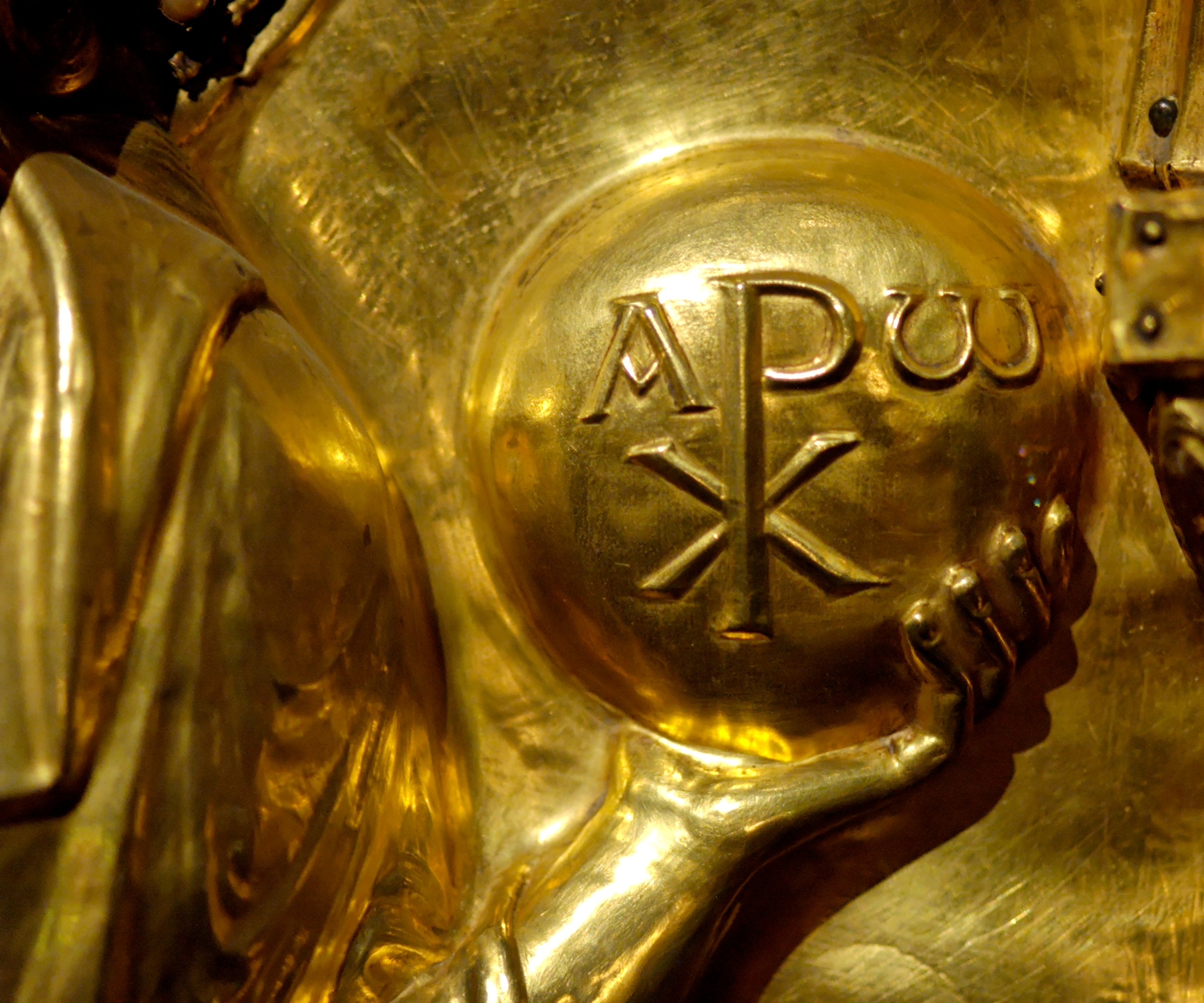
Dettaglio della sfera di Cristo